# Iris farreri
Iris farreri är en irisväxtart som beskrevs av William Rickatson Dykes. Iris farreri ingår i släktet irisar, och familjen irisväxter. Inga underarter finns listade i Catalogue of Life.